# Мајлинда Кељменди
Мајлинда Кељменди (алб. Majlinda Kelmendi; Пећ, 9. мај 1991) бивша је косовска џудисткиња.
На Летњим олимпијским играма 2016. освојила је прву олимпијску медаљу за Косово и то у категорији до 52 kg. Поред тога је двострука светска и четворострука европска првакиња. Учествовала је и на Летњим олимпијским играма 2012. када је представљала Албанију.